# Richard Russell
Richard Russell (Kingston, Jamaica; 8 de septiembre de 1945 – Montego Bay, Jamaica; 15 de enero de 2025) fue un tenista jamaicano ganador de cinco títulos como profesional.

## Carrera

### Individual
Russell actualmente es el único tenista de Jamaica en superar la primera ronda de los cuatro torneos de Grand Slam. En el Campeonato de Australia 1966 venció en la primera ronda al local Richie Chopra por 6-0, 6-0, 6-0. En julio de 1965 ganó el All-Jamaica Tennis Championships por segunda ocasión.
Russell ganó el Kingston International Championships en Kingston, Jamaica en 1966 venciendo al Arthur Ashe de Estados Unidos en la final en tres sets. Ese era un torneo internacional parte del ILTF Caribbean Circuit y Russell ha sido el único tenista de Jamaica en ganar el torneo. En ese mismo año fue finalista del Budleigh Salterton Open jugado en césped en Inglaterra donde perdió ante Brian Fairlie de Nueva Zelanda.
Fuera de las competiciones de grand slam, él ganó notoriedad cuando venció a Dennis Ralston de Estados Unidos en 1972 en un torneo invitacional en Puerto Rico. En 1975 participó en la edición inaugural de la Nations Cup (conocida actualmente como la Copa ATP), como parte del equipo del Caribe. En ese año fue campeón del Kenya Open en Nairobi venciendo a David Lloyd de Reino Unido.

### Copa Davis
Luego de ser campeón nacional a los 16 años, Russell representó al Caribe del Este en la Copa Davis. Fue el jugador más exitoso del equipo durante su existencia donde ganó 10 series entre 1964 y 1976, ocho de esas en singles. En la edición de 1966 ganó el definitorio quinto partido a Isaías Pimentel de Venezuela para darle la primera victoria de Caribe del Este en su historia, año en el que también ganó su partido de dobles ante Arthur Ashe y Charlie Pasarell de Estados Unidos. En 1972 ganó su partido de singles ante Erik van Dillen de Estados Unidos.

### Vida personal y muerte
Su hijo Ryan también fue tenista, siendo parte del equipo de Jamaica en la Copa Davis. Russell murió de neumonía en Montego Bay el 15 de enero de 2025 a los 79 años.